# Низкие Татры (национальный парк)
Национальный парк «Низкие Татры» (словац. Národný park Nízke Tatry), сокращённо NAPANT (НАПАНТ) — национальный парк в Центральной Словакии, расположенный между долинами рек Ваг и Грон на всём протяжении горного хребта Низкие Татры. Площадь парка — 728 км², площадь буферной зоны парка — 1102 км², что делает его крупнейшим в Словакии. Парк находится на территориях Банска-Бистрицкого края (районы Банска Бистрица и Брезно), Жилинского края (районы Ружомберок и Липтовски Микулаш) и Прешовского края (район Попрад). Высочайшая точка — Дюмбьер (2043 м), около вершины Кралёва-Голя протекают четыре реки — Ваг, Грон, Гнилец и Горнад.

## История

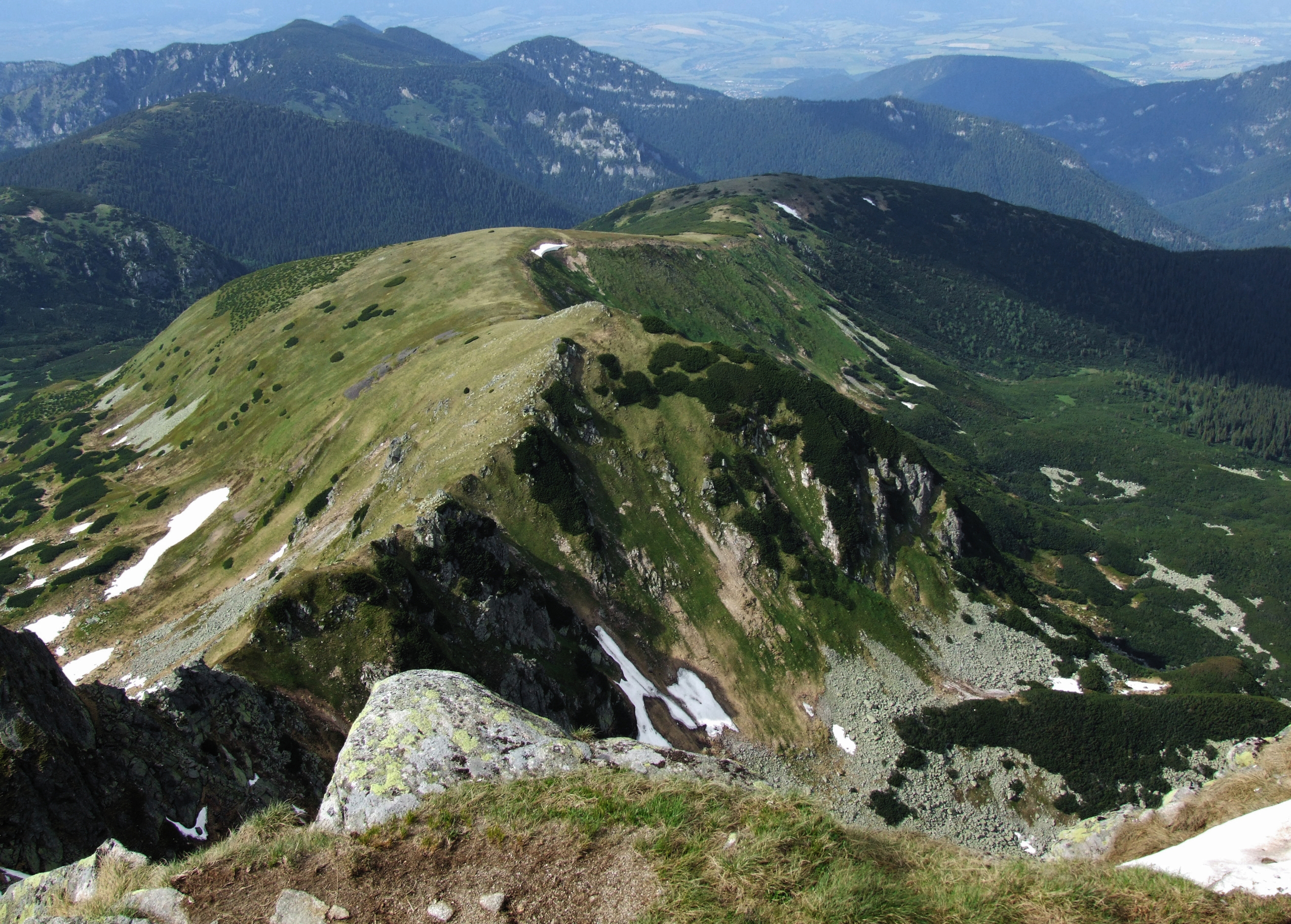
Вид на Низкие Татры с вершины Дюмбьер

Природоохранные мероприятия впервые были предприняты в Низких Татрах в 1918—1921 годах, а затем активизировались после Второй мировой войны. В 1963 году было предложено образовать Центральный Словацкий национальный парк на том месте, где находится сейчас национальный парк «Низкие Татры». В 1965—1966 годах был подготовлен проект образования национального парка Дюмбьер, куда планировалось включить северную и южную часть центральной территории Низких Татр. Проект был переработан в 1967—1968 годах, чтобы образовать парк к 25-летию со дня Словацкого национального восстания, однако понадобилось ещё 10 лет, чтобы преодолеть различные мелкие трудности.
В 1978 году в Словацкой Социалистической Республике было принято постановление № 119 об образовании национального парка. Площадь национального парка была установлена как 81 095 га, охраняемой зоны — 123 990 га. Статус национального парка был подтверждён в том же году Министерством культуры Словацкой Социалистической Республики в постановлении № 120, которое также закрепило условия признания каких-либо территорий охраняемой зоны. Границы были пересмотрены в 1997 году постановлением № 182 Правительства Словацкой Республики: площадь парка сократилась до 72 842 га (на 8253 га меньше), а площадь охраняемой зоны — до 110 152 га (на 13 828 га меньше).

## Туризм
В парке созданы отличные условия для занятия активным отдыхом (в том числе спортом). Среди курортов, популярных у туристов, выделяются Ясна-Низкие Татры, Тале (словац. Tále), Деменовская долина и Чертовица. Для туристов открыты следующие пещеры: Деменовская пещера Свободы, Деменовская ледяная пещера, Быстринская пещера, Важецкая пещера и Пещера мёртвых летучих мышей.

## Охраняемые территории
На территории парка и его буферной зоны находятся следующие охраняемые территории общей площадью в 98,89 км²:
- 10 национальных природных заповедников
- 10 природных заповедников (в том числе Горне-Лазы[англ.]
- 5 национальных природных памятников
- 6 природных памятников
- 1 охраняемая стоянка